# Brave (canción)
«Brave» —en español: «Valiente»— es una canción de la cantante y compositora estadounidense Sara Bareilles. La canción está escrita por Bareilles y Jack Antonoff de la banda Fun. Fue lanzada el 23 de abril de 2013 como primer sencillo del cuarto disco de la cantante, The Blessed Unrest, por Epic Records.

## Antecedentes
"Brave" es una canción pop. Durante el coro, Bareilles dijo a Jason Lipshutz de Billboard, que ella le habla a sus amigos, cantando: "Say what you wanna say, and let the words fall out, honestly I want to see you be brave" ("Di lo que quieras decir y deja que las palabras salgan, honestamente quiero verte siendo valiente").

## Controversia con Katy Perry
El 10 de agosto del mismo año, Katy Perry lanzó el sencillo «Roar». Inmediatamente, después del lanzamiento, llegaron muchas acusaciones a Perry diciendo que ella copió el sencillo de Bareilles.
Dr. Luke, productor y coescritor de la canción, explico en Twitter el 14 de agosto que "Roar fue escrita y grabada antes que Brave".

## Lista de canciones
- Descarga digital[8]

1. «Brave» – 3:39

## Posiciones en listas musicales y certificaciones
| Listas (2013)                       | Mejor posición |
| ----------------------------------- | -------------- |
| Canadá (Hot 100)                    | 59             |
| Corea del Sur (GAON)                | 26             |
| Estados Unidos (Billboard Hot 100)  | 23             |
| Estados Unidos (Pop Songs)          | 35             |
| Estados Unidos (Adult Pop Songs)    | 3              |
| Estados Unidos (Adult Contemporary) | 7              |
| Japón (Japan Hot 100)               | 91             |

| País           | Organismo certificador | Certificación | Ventas  | Ref.   |
| -------------- | ---------------------- | ------------- | ------- | ------ |
| Estados Unidos | RIAA                   | Disco de Oro  | 500 000 | [ 12 ] |